# 北九州高速鐵道

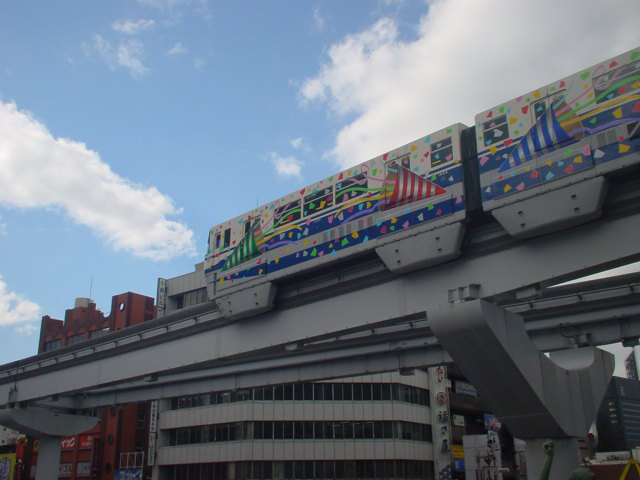
北九州高速鐵道

北九州高速鐵道（日语：／ Kita-Kyūshū Kōsoku Tetsudō */?）是位於日本福岡縣北九州市內的單軌電車系統，由北九州高速鐵道株式會社負責營運。目前有1條線路與13座車站。

## 路線
| 中文線名 | 日文線名 | 起點       | 終點         | 距離（公里） |
| -------- | -------- | ---------- | ------------ | ------------ |
| 小倉線   |          | 小倉（01） | 企救丘（13） | 8.8          |

## 外部連結
- 北九州高速鐵道 （页面存档备份，存于） （日語）（英文）（简体中文）（繁體中文）